# 柯林斯 (密西西比州)
柯林斯（英語：Collins）是一個位於美國密西西比州卡溫頓縣的城市。根據2010年美國人口普查，該地共人口2,586人，而該地的面積約為20.70平方千米。同時該地也是卡溫頓縣的縣治。

## 地理
柯林斯的座標為31°38′32″N 89°33′34″W / 31.64222°N 89.55944°W，而該地的平均海拔高度為89米（即292英尺）。